# 2،1-ديازيبين
2،1-ديازيبين هو مركب كيميائي ينتمي لمجموعة ثنائي الأزيبين، حيث يحتوي على حلقة غير متجانسة من سبعة ذرات بضمنها ذرتي نيتروجين وثلاثة أواصر مزدوجة.